# Rio Belém
Rio Belém är ett vattendrag i Brasilien.   Det ligger i delstaten Paraná, i den södra delen av landet, 1 100 km söder om huvudstaden Brasília.
Runt Rio Belém är det i huvudsak tätbebyggt. Runt Rio Belém är det mycket tätbefolkat, med 3 895 invånare per kvadratkilometer.